# Pribojske Čelice
Pribojske Čelice (izvirno srbsko Прибојске Челице) je naselje v Srbiji, ki upravno spada pod Občino Priboj; slednja pa je del Zlatiborskega upravnega okraja.

## Demografija
V naselju, katerega izvirno (srbsko-cirilično) ime je Прибојске Челице, živi 114 polnoletnih prebivalcev, pri čemer je njihova povprečna starost 41,0 let (41,0 pri moških in 40,9 pri ženskah). Naselje ima 44 gospodinjstev, pri čemer je povprečno število članov na gospodinjstvo 3,23.
To naselje je, glede na rezultate popisa iz leta 2002, večinoma srbsko, a v času zadnjih treh popisov je opazno zmanjšanje števila prebivalcev.
|  |

| Demografija | Demografija     | Demografija     |
| Leto        | Št. prebivalcev | Št. prebivalcev |
| ----------- | --------------- | --------------- |
|             |                 |                 |
|             |                 |                 |
|             |                 |                 |
|             |                 |                 |
| 1948        | 144             |                 |
| 1953        | 231             |                 |
| 1961        | 296             |                 |
| 1971        | 218             |                 |
| 1981        | 208             |                 |
| 1991        | 167             | 167             |
| 2002        | 142             | 142             |
|             |                 |                 |

| Etnična sestava po popisu iz leta 2002 | Etnična sestava po popisu iz leta 2002 | Etnična sestava po popisu iz leta 2002 | Etnična sestava po popisu iz leta 2002 | Etnična sestava po popisu iz leta 2002 |
| -------------------------------------- | -------------------------------------- | -------------------------------------- | -------------------------------------- | -------------------------------------- |
| Srbi                                   | Srbi                                   |                                        | 141                                    | 99,29%                                 |
| Neznano                                | Neznano                                |                                        | 1                                      | 0,70%                                  |